# スパイラル 〜推理の絆〜
『スパイラル 〜推理の絆〜』（スパイラル すいりのきずな）は、原作：城平京・作画：水野英多の漫画作品。またこれを原作とする小説、アニメおよびドラマCD作品である。漫画は『月刊少年ガンガン』で1999年9月号から2005年11月号まで連載された。2019年4月時点でコミックス累計発行部数は520万部を突破している。
連載当初は本格的推理漫画であったが、後半になると「『ブレード・チルドレン』と呼ばれる常人より優れた体力、知力を持った少年少女たちとの戦い」、および「天才と呼ばれる歩の兄、鳴海清隆と歩の兄弟の心理的葛藤」がメインテーマとなっている。各話のサブタイトルは往年のSF小説などをもじったものが多い。

## あらすじ
月臣学園1年生の鳴海歩はある日、校舎の屋上から一人の少女が転落するのを目にする。その事件をきっかけに、歩は同じ学園の先輩である結崎ひよのとともに、「ブレード・チルドレン」と呼ばれる特殊な境遇の少年・少女たちの謎を追うこととなった。その過程で、歩は失踪した兄・鳴海清隆に対する複雑な感情と向き合うことになる。

## 登場人物
鳴海 歩（なるみ あゆむ）
本編の主人公。月臣学園1年生。クールな美少年。兄の清隆に対するコンプレックスから閉塞的な性格をしている。
結崎 ひよの（ゆいざき ひよの）
本編のヒロイン。歩と同じ月臣学園に通う高校2年生で、新聞部部長。誰に対しても丁寧語を用い、性格も悪くはないが、手段を選ばない一面があるなど、少々腹黒い。
鳴海 まどか（なるみ まどか）
警察官。歩の初恋の相手であるとともに義理の姉である。歩と同居している。美人だが、性格はガサツ。
鳴海 清隆（なるみ きよたか）
警察官。歩の兄で、まどかの夫である人物。あらゆる事に驚異的な才能を持っているが、突然、歩たちの前から姿を消した。

## 書誌情報
- 城平京（原作） / 水野英多（作画）  『スパイラル 〜推理の絆〜』 エニックス→スクウェア・エニックス〈ガンガンコミックス〉、全12巻
  1. 2000年3月22日初版発行、ISBN 4-7575-0175-7
  2. 2000年8月22日初版発行、ISBN 4-7575-0271-0
  3. 2001年1月22日初版発行、ISBN 4-7575-0370-9
  4. 2001年7月22日初版発行、ISBN 4-7575-0468-3
  5. 2001年11月22日初版発行、ISBN 4-7575-0557-4
  6. 2002年5月22日初版発行、ISBN 4-7575-0678-3
  7. 2002年10月22日初版発行、ISBN 4-7575-0790-9
  8. 2003年2月22日初版発行、ISBN 4-7575-0854-9
  9. 2003年8月22日初版発行、ISBN 4-7575-0982-0
  10. 2004年1月22日初版発行、ISBN 4-7575-1099-3
  11. 2004年5月22日初版発行、ISBN 4-7575-1186-8
  12. 2004年9月22日初版発行、ISBN 4-7575-1252-X
  13. 2005年5月22日初版発行、ISBN 4-7575-1366-6
  14. 2005年10月22日初版発行、ISBN 4-7575-1521-9
  15. 2006年2月22日初版発行、ISBN 4-7575-1605-3

## スパイラル・アライヴ
漫画版本編の「サイドストーリー」にあたり、相互に独立して読めるようになっている。

## 小説
『小説 スパイラル〜推理の絆〜』のタイトルで2001年から2004年までの間に4冊が発売された。鳴海歩を主人公として漫画版の挿話となるエピソードを描いた長編と、鳴海清隆を主人公とした短編『外伝 名探偵 鳴海清隆 〜小日向くるみの挑戦〜』から構成される。

### 外伝 名探偵 鳴海清隆 〜小日向くるみの挑戦〜
漫画版には登場しない少女小日向くるみを語り手に据え、鳴海清隆を探偵役とした本格推理小説。時系列は本編の約4年前となっている。漫画版の単行本が出版される度にガンガンNET「スパイラル推理の絆」で短編が発表され、その後、単行本に収録された。4巻の書き下ろし長編『幸福の終わり、終わりの幸福』をもってシリーズが完結している。原作単行本9巻の巻末には、『外伝 名探偵鳴海清隆 小日向くるみの挑戦』として漫画版が収録された。

### 書誌情報
- 城平京（著） / 水野英多（イラスト） 『小説 スパイラル〜推理の絆〜』 エニックス→スクウェア・エニックス〈Comic Novels〉、全4巻
  1. 「ソードマスターの犯罪」2001年3月30日初版発行、ISBN 4-7575-0415-2
  2. 「鋼鉄番長の密室」2002年3月29日初版発行、ISBN 4-7575-0670-8
  3. 「エリアス・ザウエルの人喰いピアノ」2003年3月28日初版発行、ISBN 4-7575-0852-2
  4. 「幸福の終わり、終わりの幸福」2004年3月31日初版発行、ISBN 4-7575-1181-7

## アニメ
タイトルは『スパイラル －推理の絆－』。2002年10月から2003年3月まで、テレビ東京系で放送された。放送当時は原作が終了しておらず、核心にも迫っていなかったこともあり、後半からはオリジナルの展開が多く、伏線等は回収されず原作でのキャラクター「カノン」とのオリジナル展開での対決の後に放送を終了した。その後、2007年1月6日から6月30日までTOKYO MXで再放送された。

### スタッフ
- 原作 - 城平京
- 作画 - 水野英多
- 掲載 - 「月刊少年ガンガン」（エニックス刊）
- 監督 - 金子伸吾
- シリーズ構成 - 高橋ナツコ
- キャラクターデザイン・総作画監督 - 中山由美
- プロップデザイン - 白井順
- 美術監督 - 廣瀬義憲
- 色彩設定 - 箕輪綾実
- 編集 - 関一彦
- 音楽 - 見岳章
- アフレコ演出 - 井上和彦
- 音響演出 - はたしょうじ
- プロデューサー - 東不可止、勝股英夫、板橋秀徳
- 制作プロデューサー - 松倉友二、大山良
- アニメーション制作 - J.C.STAFF
- 製作 - テレビ東京、創通映像、SME Visual Work Inc.

### 主題歌
オープニングテーマ「希望峰」
作詞・歌 - Strawberry JAM / 作曲 - あき / 編曲 - 野村義男
エンディングテーマ「カクテル」
作詞・作曲 - たくや / 編曲 - 佐久間正英 & Hysteric Blue / 歌 - Hysteric Blue
サウンドトラック
『スパイラル 〜推理の絆〜 テレビアニメーションサウンドトラック』 (SVWC1322)

### 各話リスト
| 話 | サブタイトル                         | 脚本              | 絵コンテ          | 演出              | 作画監督                   | 放送日         |
| -- | ------------------------------------ | ----------------- | ----------------- | ----------------- | -------------------------- | -------------- |
| 1  | 運命の螺旋                           | 高橋ナツコ        | 金子伸吾          | 木宮茂            | 桜井木の実 秦野好紹        | 2002年 10月1日 |
| 2  | 死の聖樹館                           | 高橋ナツコ        | 政木伸一          | 浅見松雄          | 井嶋けい子 寺澤伸介        | 10月8日        |
| 3  | 呪われた子供たち                     | 北条千夏          | 奥田誠治          | 三宅雄一郎        | 桜井木の実 武内啓          | 10月15日       |
| 4  | 信じる者の幸福                       | 田中哲生          | 道理保            | 道理保            | 清水博明 金鐘學            | 10月22日       |
| 5  | 霧の死刑台                           | 堺三保            | 葛谷直行          | 山内東生雄        | 桜井木の実 青井清年        | 10月29日       |
| 6  | 包囲網の死角                         | 高橋ナツコ        | 江島泰男          | 江島泰男          | 大河原晴男                 | 11月5日        |
| 7  | 信じぬ者の選択                       | 田中哲生          | 葛谷直行          | 葛谷直行          | 桜井木の実 青井清年 武内啓 | 11月12日       |
| 8  | 敗者ばかりの日                       | 北条千夏          | 阿部雅司          | 阿部雅司          | しまだひであき             | 11月19日       |
| 9  | きみにできるあらゆること             | 高橋ナツコ        | 中島弘明          | 太田博光          | 桜井木の実 武内啓          | 11月26日       |
| 10 | たった一つの冴えたやり方             | 小出克彦          | 京田知己          | 大久保唯男        | 清水博明                   | 12月3日        |
| 11 | グッドナイトスイートハーツ           | 高橋ナツコ        | 葛谷直行          | 福本潔            | 青井清年                   | 12月10日       |
| 12 | 乾いた瞳                             | 北条千夏          | 江島泰男          | 三条実美          | 大河原晴男                 | 12月17日       |
| 13 | Overture（オーバーチュアー）〜序曲〜 | 小出克彦          | 政木伸一          | 政木伸一          | 桜井木の実 武内啓          | 12月24日       |
| 14 | 甘き香り陽炎に似て                   | 高橋ナツコ        | 金子伸吾          | 浅見松雄          | 井嶋けい子                 | 2003年 1月7日  |
| 15 | ライク・ア・スワン                   | 田中哲生          | 葛谷直行          | 太田博光          | 木下勇喜 桜井木の実        | 1月14日        |
| 16 | まねかれざる訪問者                   | 北条千夏          | 阿部雅司          | 阿部雅司          | しまだひであき             | 1月21日        |
| 17 | 暗闇のスキャナー                     | 堺三保            | 葛谷直行          | 福本潔            | 青井清年                   | 1月28日        |
| 18 | 嘆きの天使                           | 高橋ナツコ        | 水島精二          | 新田義方          | 大河原晴男                 | 2月4日         |
| 19 | 心の鏡                               | 小出克彦          | 葛谷直行          | 大宅光子          | 桜井木の実                 | 2月11日        |
| 20 | ささやく影                           | 田中哲生          | 福田道生          | まつもとよしひさ  | 篁馨 吉田隆彦 井嶋けい子   | 2月18日        |
| 21 | 心の砕ける音                         | 北条千夏          | 葛谷直行          | 新田義方          | 原田峰文 武内啓            | 2月25日        |
| 22 | 仮面の告白                           | 高橋ナツコ 堺三保 | 阿部雅司          | 阿部雅司          | しまだひであき 篁馨        | 3月4日         |
| 23 | 止まない雨                           | 小出克彦          | 葛谷直行          | 福本潔            | 青井清年                   | 3月11日        |
| 24 | 高い城の男                           | 高橋ナツコ        | 大河原晴男        | 新田義方          | 大河原晴男 篁馨            | 3月18日        |
| 25 | アヤメの凍て解く音                   | 高橋ナツコ        | 葛谷直行 金子伸吾 | 浅見松雄 金子伸吾 | 中山由美                   | 3月25日        |

### 放送局
| 放送地域       | 放送局         | 放送期間                      | 放送日時           | 放送系列       | 備考             |
| -------------- | -------------- | ----------------------------- | ------------------ | -------------- | ---------------- |
| 関東広域圏     | テレビ東京     | 2002年10月1日 - 2003年3月25日 | 火曜 18:00 - 18:30 | テレビ東京系列 | 製作局           |
| 北海道         | テレビ北海道   | 2002年10月1日 - 2003年3月25日 | 火曜 18:00 - 18:30 | テレビ東京系列 |                  |
| 愛知県         | テレビ愛知     | 2002年10月1日 - 2003年3月25日 | 火曜 18:00 - 18:30 | テレビ東京系列 |                  |
| 大阪府         | テレビ大阪     | 2002年10月1日 - 2003年3月25日 | 火曜 18:00 - 18:30 | テレビ東京系列 |                  |
| 岡山県・香川県 | テレビせとうち | 2002年10月1日 - 2003年3月25日 | 火曜 18:00 - 18:30 | テレビ東京系列 |                  |
| 福岡県         | TVQ九州放送    | 2002年10月1日 - 2003年3月25日 | 火曜 18:00 - 18:30 | テレビ東京系列 |                  |
| 日本全域       | BSジャパン     | 2002年10月2日 - 2003年3月26日 | 水曜 18:25 - 18:55 | BS放送         |                  |
| 日本全域       | AT-X           | 2003年12月16日 - 2004年6月8日 | 火曜 9:30 - 10:00  | CS放送         | リピート放送あり |
| 東京都         | TOKYO MX       | 2007年1月6日 - 2007年6月30日  | 土曜 22:30 - 23:00 | 独立局         | DVD-BOX発売記念  |

| テレビ東京系 火曜18:00枠   | テレビ東京系 火曜18:00枠 | テレビ東京系 火曜18:00枠 |
| 前番組                     | 番組名                   | 次番組                   |
| -------------------------- | ------------------------ | ------------------------ |
| しあわせソウのオコジョさん | スパイラル －推理の絆－  | E'S OTHERWISE            |

## 関連商品
コミックCDコレクション『スパイラル 〜推理の絆〜 もうパズルなんて解かない』
2001年9月、エニックス、ISBN 4-7575-0555-8
原作者書き下ろしのオリジナルストーリーによるドラマCD。アニメ化前のドラマCD版キャスト。
スパイラル完全解説本『LIFE IS SPIRAL』
2003年2月、エニックス、ISBN 4-7575-0893-X
『スパイラル 〜推理の絆〜』第8巻までの解説や制作裏話、キャラクターの秘話を含めた解説などを収録した解説本。アニメ版キャストによるドラマCD「それさえも貴き日々で」が付録。
水野英多画集『SPIRAL』
2003年3月、エニックス、ISBN 4-7575-0930-8
『スパイラル 〜推理の絆〜』、『スパイラル・アライヴ』の描き下ろし含めた総計65点のカラーイラストを収録。
水野英多画集2『SPAIRAL ALL ALONG』
2006年1月21日、スクウェア・エニックス、ISBN 4-7575-1603-7
上記の水野英多画集『SPIRAL（スパイラル）』発売以後に本誌等で掲載されたカラーイラストを補完する。描き下ろしは7点ある。